# Peleteria neglecta
Peleteria neglecta är en tvåvingeart som först beskrevs av Townsend 1897.  Peleteria neglecta ingår i släktet Peleteria och familjen parasitflugor. Inga underarter finns listade i Catalogue of Life.